# Scissors Cut
Scissors Cut je páté sólové studiové album Arta Garfunkela. Jeho nahrávání probíhalo od října 1980 do května roku následujícího. Album pak vyšlo v srpnu 1981 u vydavatelství Columbia Records. V žebříčku Billboard 200 se umístilo na 113 místě.

## Seznam skladeb
| Pořadí | Název                                                                               | Autor                        | Délka |
| ------ | ----------------------------------------------------------------------------------- | ---------------------------- | ----- |
| 1.     | A Heart in New York                                                                 | Benny Gallagher, Graham Lyle | 3:13  |
| 2.     | Scissors Cut                                                                        | Jimmy Webb                   | 3:49  |
| 3.     | Up in the World                                                                     | Clifford T. Ward             | 2:16  |
| 4.     | Hang On In                                                                          | Norman Sallitt               | 3:46  |
| 5.     | So Easy to Begin                                                                    | Jules Shear                  | 2:56  |
| 6.     | Bright Eyes (na britském vydání byla tato skladba nahrazena skladbou „The Romance“) | Mike Batt                    | 3:55  |
| 7.     | Can't Turn My Heart Away                                                            | John Jarvis, Eric Haz        | 4:22  |
| 8.     | The French Waltz                                                                    | Adam Mitchell                | 2:12  |
| 9.     | In Cars                                                                             | Jimmy Webb                   | 3:47  |
| 10.    | That's All I've Got to Say                                                          | Jimmy Webb                   | 1:54  |

## Obsazení
- Art Garfunkel – zpěv
- Lisa Garber – zpěv
- Tommy Vig – vibrafon, doprovodný zpěv
- John Jarvis – klavír
- Lew Soloff – křídlovka, trubka
- David Campbell – smyčce
- Joe Osborn – baskytara
- Pete Carr – kytara
- Tony Levin – baskytara
- Paul Simon – kytara, zpěv
- Andrew Gold – kytara, zpěv
- Teo Macero – dirigent
- Roland Harker – loutna
- Rick Shlosser – bicí
- Dean Parks – kytara
- Michael Brecker – tenorsaxofon
- Jeffrey Staton – kytara, zpěv
- Errol Bennett – perkuse
- Ray Cooper – perkuse
- Rob Mounsey – syntezátor
- Scott Chambers – baskytara
- Michael Boddicker – syntezátor
- Rick Marotta – bicí
- Del Newman – smyčce
- Michael Staton – kytara
- Leah Kunkel – zpěv
- Jimmy Webb – klávesy
- Chris Spedding – kytara
- Russ Kunkel – bicí
- Larry Knechtel – klávesy
- Graham Lyle – kytara
- Eugene Orloff